# Corbin Kiernan
Pour les articles homonymes, voir Kiernan.
Pas d'image ? Cliquez ici

a Compétitions nationales et continentales officielles uniquement.

Dernière mise à jour le 1er avril 2020.
Corbin Kiernan, né le 30 décembre 1992, est un joueur néo-zélandais de rugby à XV et rugby à XIII évoluant au poste de centre.

## Biographie
Corbin Kiernan pratique le rugby à XV de 12 à 17 ans avant de passer au XIII. Il porte les couleurs des Burleigh Bears (en) en Queensland Cup puis d'Avignon en Elite 1. En 2016, il repasse à XV en signant un contrat de deux ans au Biarritz olympique. Peu utilisé, il est libéré de son contrat et rejoint l'équipe de Bond University en Queensland Premier Rugby.